# Miltenberger Ring

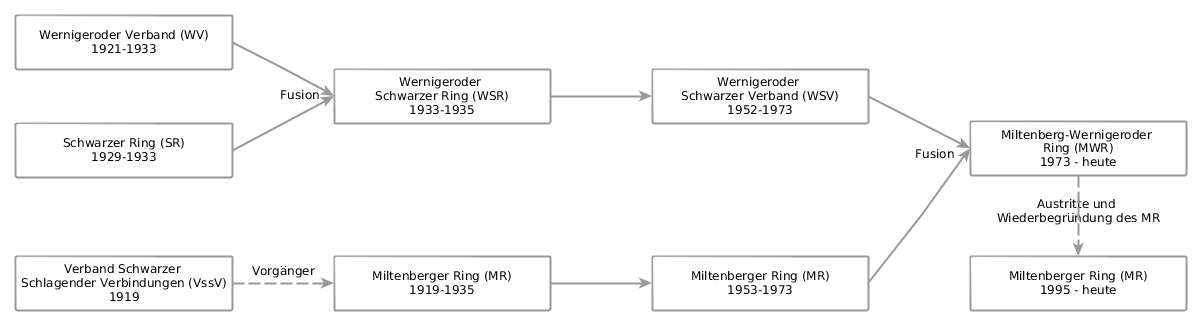
Historie des Miltenberger Rings

Der Miltenberger Ring (MR) ist ein Dachverband studentischer Korporationen. Zweck des Verbandes ist die Förderung des Kontaktes unter seinen Mitgliedern, die ortsübergreifende Zusammenarbeit sowie die Pflege des schwarzen Couleurstudententums. Die Mitglieder des MR sind nicht-farbentragend, überkonfessionell, politisch ungebunden, nehmen ausschließlich männliche Studenten auf und schlagen keine Pflicht-Mensuren. Tagungsort des Verbandes ist Miltenberg am Main. Der Vorsitz („Vorort“) des MR wechselt im jährlichen, nach Gründungsdatum festgelegten Turnus unter den Mitglieds-Korporationen.

## Geschichte
Der Miltenberger Ring wurde im Jahre 1919 als Verband schwarzer (d. h. keine Farben tragender) studentischer Verbindungen gegründet. Zur Gründungszeit setzte er sich aus dem von den Heidelberger Verbindungen Leonensia, Rupertia und Karlsruhensia gegründete Verband schwarzer schlagender Verbindungen (VssV) sowie den Verbindungen AV Albingia Freiburg, Lunaburgia Göttingen, Saxonia Tübingen und der Wratislavia Breslau zusammen.
Gemeinsam war allen Mitgliedern das Prinzip der unbedingten Satisfaktion, die Bereitschaft, lebenslange Freundschaften zu bilden und zu pflegen, sowie schon damals das „Toleranzprinzip“, welches die weitgehende Freiheit des Einzelnen in Bezug auf Konfession, (partei-)politische Richtung, persönliche Lebensauffassung und Staatsangehörigkeit beinhaltet. Es bestand der Anspruch in den Mitgliedsverbindungen, ihre Mitglieder „zu mündigen und verantwortungsvollen Staatsbürgern“ zu bilden.
Als Verbandstagungsort wurde das mittelalterliche Städtchen Miltenberg am Main gewählt, da es den ungefähren regionalen Mittelpunkt der damaligen Verbandsmitglieder darstellte. Das damalige Verbandslied war Drei Klänge sind’s. Bis zur Zwangsauflösung des Verbandes im Jahre 1935 traten dem MR insgesamt 11 schwarze Verbindungen bei. Der Miltenberger Ring hatte 1929 etwa 1.500 Mitglieder.

### Zeit des Nationalsozialismus
Der Staatssekretär und Chef der Reichskanzlei Hans Heinrich Lammers, Mitglied der Wratislavia Breslau und Führer des Miltenberger Rings, ordnete am 21. September 1933 die Umwandlung der MR-Verbindungen in Corps und die Einführung der Bestimmungsmensur an. Am nächsten Tag, am 22. September 1933, siegte der Nationalsozialismus über die Corps, indem in Berlin die „Nationalsozialistische Gemeinschaft Corpsstudentischer Verbände“ (NSGCV) aus KSCV, WSC, RSC, Naumburger SC und dem Miltenberger Ring gegründet wurde. Sein Führer wurde Lammers, der sich mit der Corpsumwandlung der MR-Verbindungen noch zum Corpsstudenten gemacht hatte und Mitglied des Corps Cheruscia Berlin im WSC wurde.
1933 wurde das von der jeweilig vorsitzenden Verbindung herausgegebene Verbandsblatt – die Miltenberger Ring-Zeitung – verboten.
Am 12. Januar 1935 initiierte Lammers die „Gemeinschaft Studentischer Verbände“ (GStV). Wie schon die Deutsche Burschenschaft am 21. August 1935 wurde der HKSCV am 5. September 1935 von Lammers aus der Gemeinschaft studentischer Verbände (GStV) ausgeschlossen, „weil sein Führer Max Blunck sich geweigert hat, die von mir gewünschte restlose Durchführung des Ariergrundsatzes freiwillig zu vollziehen“. Am 6.  September 1935 löste Lammers die Gemeinschaft Studentischer Verbände (GStV) auf – und war damit einen undankbaren Posten los. Am 25. September 1935 verfügten der SA-Chef Viktor Lutze und Albert Derichsweiler die Unvereinbarkeit von SA-Mitgliedschaft und Korporationszugehörigkeit.

### Neuanfang

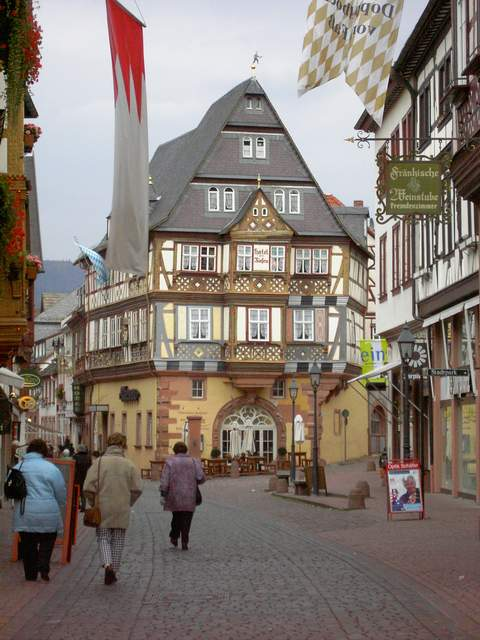
Hotel Riesen in Miltenberg

Bei seiner Rekonstitution 1953 sah sich der MR einer wesentlich kleineren Zahl aktiver Verbindungen mit weniger Mitgliedern gegenüber. Das Prinzip der unbedingten Satisfaktion wurde als nicht mehr zeitgemäß zugunsten des fakultativen Schlagens aufgegeben. 1973 schließlich fusionierte der MR mit dem „Wernigeroder Schwarzen Verband“ (WSV), der zumeist aus jungen, an technischen Universitäten vertretenen Verbindungen bestand, zum „Miltenberg-Wernigeroder Ring“ (MWR). Anfangs noch 25 Verbindungen, begann ab 1976 eine Austrittswelle, die durch zu unterschiedliche Auffassungen über korporationsstudentische Traditionen und den Kurs des Verbandes, wie die Mitgliedschaft des neuen Verbandes im Convent Deutscher Akademikerverbände CDA und im Convent Deutscher Korporationsverbände CDK – der MR gehörte zuvor beiden, der WSV keinem der beiden Arbeitskreise an – hervorgerufen wurde. So verließen zwischen 1976 und 1994 zwölf Verbindungen den MWR. Etwaige Maßnahmen, dem entgegenzuwirken, verliefen im Sande oder brachten nicht die erhoffte Wirkung. Der Niedergang war nicht aufzuhalten, so dass schließlich ein Großteil der alten MR-Bünde bis 1996 aus dem MWR austrat. Die Wiedergründung des MR in seiner ursprünglichen Form fand jedoch schon 1995 im Gasthaus „Riesen“ zu Miltenberg statt.
Derzeit gehören dem MR vier schwarze Verbindungen und ein Altherrenverband an; als neues Verbandslied wurde Die Gedanken sind frei gewählt. Integraler Bestandteil des Verbandslebens ist weiterhin das alljährliche Verbandstreffen in Miltenberg am ersten Wochenende nach Pfingsten sowie die Wintertagung beim aktuellen Vorort. 2009 trat der Verband aus dem Convent Deutscher Akademikerverbände (CDA) aus.

## Mitglieder

### Aktuelle Mitglieder
- Akademische Verbindung Rheno-Colonia Köln
- Verbindung Karlsruhensia Heidelberg
- Verbindung Königstein-Wratislavia (Breslau) zu Frankfurt am Main (suspendiert)
- Verbindung Leonensia Heidelberg
- Verbindung Lunaburgia Göttingen

### Ehemalige Mitglieder
- AV Sinapia Karlsruhe (aufgenommen am 1. November 1933); heute: Akademische Verbindung Palato-Sinapia
- AG Stuttgardia Tübingen (aufgenommen am 30. Oktober 1933)
- Krusenrotter Kneipe Kiel (19. Mai 1921 bis 11. Mai 1924); heute: Burschenschaft der Krusenrotter Kiel
- Verbindung Palatia Karlsruhe (aufgenommen am 30. Oktober 1933); heute: Akademische Verbindung Palato-Sinapia
- Verbindung Rothenburg Danzig (aufgenommen am 12. März 1934); heute: Akademische Verbindung Palato-Sinapia
- Verbindung Rupertia Heidelberg (Gründungsmitglied; 1995 ausgetreten)
- Verbindung Saxonia Tübingen (1977 ausgetreten)
- Akademische Verbindung Albingia-Schwarzwald-Zaringia Freiburg

### Aktuelle Mitglieder im MWR
Heute hat der Miltenberg-Wernigeroder Ring noch drei Mitgliedsverbindungen:
- Akademischer Maschinen-Ingenieur-Verein München (AMIV): 1890 auf dem Boden eines seit 1872 bestehenden akademischen Skizzenvereins am Polytechnikum zu München begründet
- Polytechnischer Verein Karlsruhe (PV): Gegründet 1863 als Leseverein am damaligen Polytechnikum Karlsruhe
- Akademische Gesellschaft Burse Stuttgart: Gegründet 1921

### Ehemalige Mitglieder im MWR
- Akademische Gesellschaft Sonderbund